# Sabicea gilletii
Sabicea gilletii är en måreväxtart som beskrevs av De Wild.. Sabicea gilletii ingår i släktet Sabicea och familjen måreväxter. Inga underarter finns listade i Catalogue of Life.